# ブリュッセル万国博覧会 (1897年)

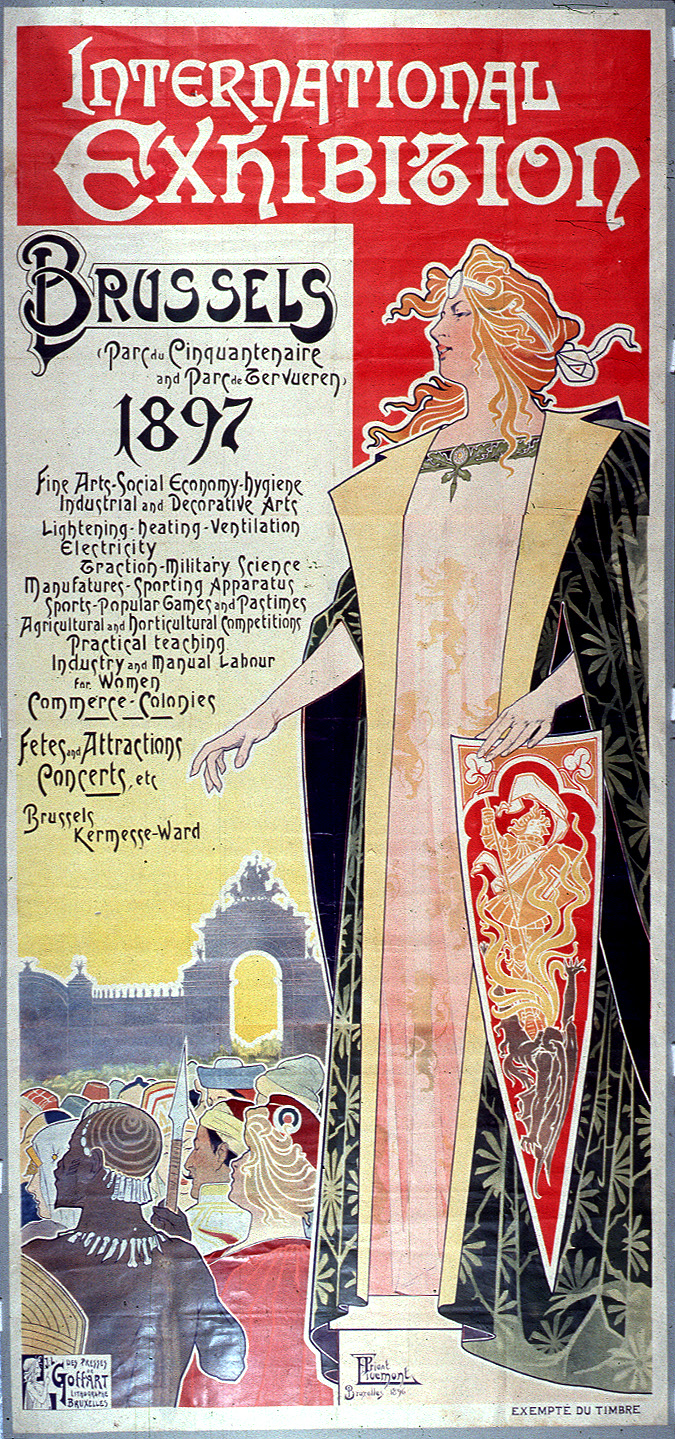
アンリ・プリヴァ＝リヴモンによって描かれたアール・ヌーヴォーの博覧会ポスター。

1897年のブリュッセル万国博覧会（ブリュッセルばんこくはくらんかい, Exposition International de Bruxelles 1897, Expo 1897）は1897年5月10日から11月8日までベルギーのブリュッセルで開催された国際博覧会である。27ヶ国が参加し、会期中780万人が来場した。
展示の中には、ベルギー国王レオポルド2世が支配するコンゴから267人の住民が強制的に連れてこられ、住まわされた村があった。アフリカの植民地化を未開人に文明をもたらすものだと正当化するのが、その展示の趣旨であった。

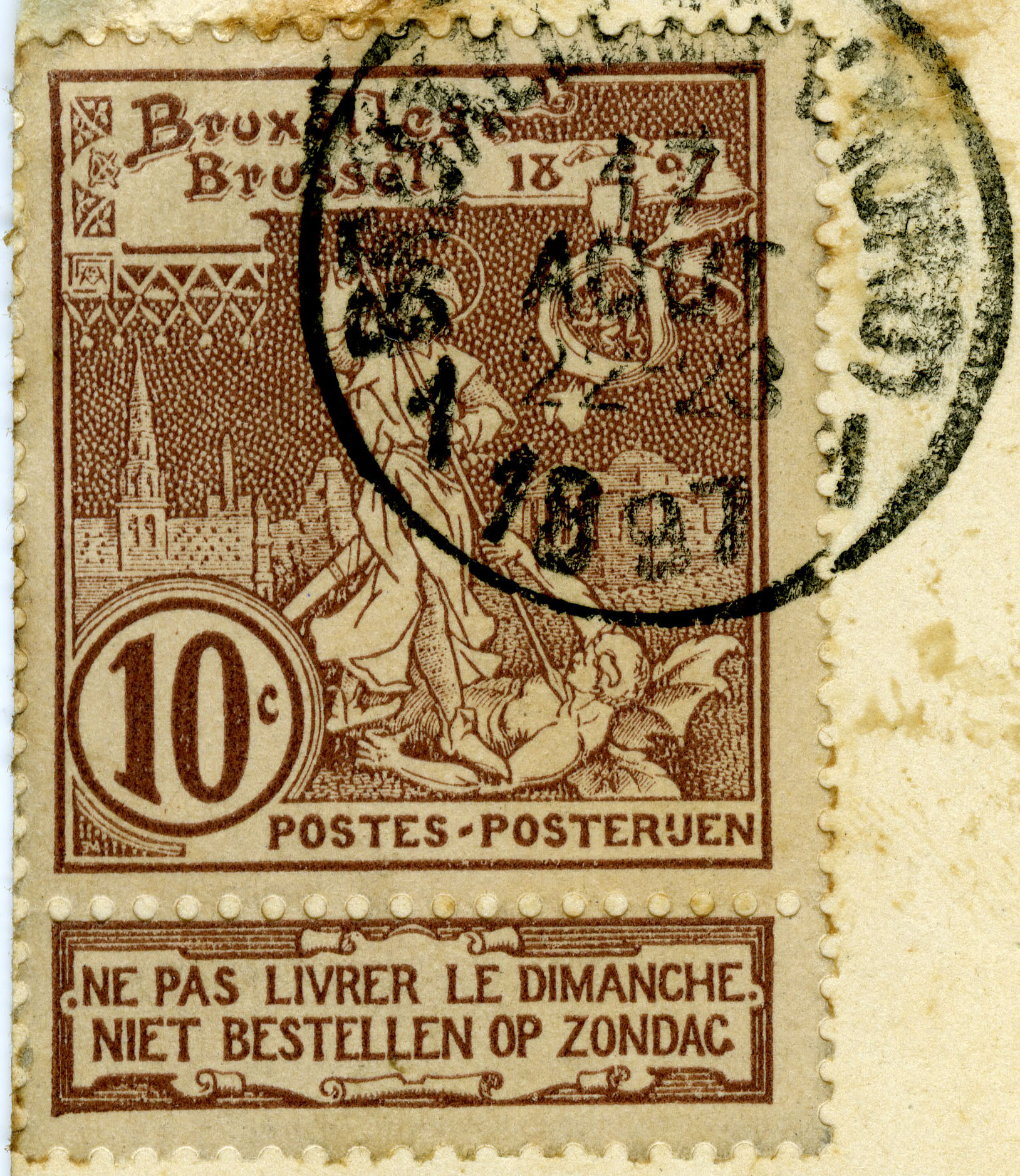

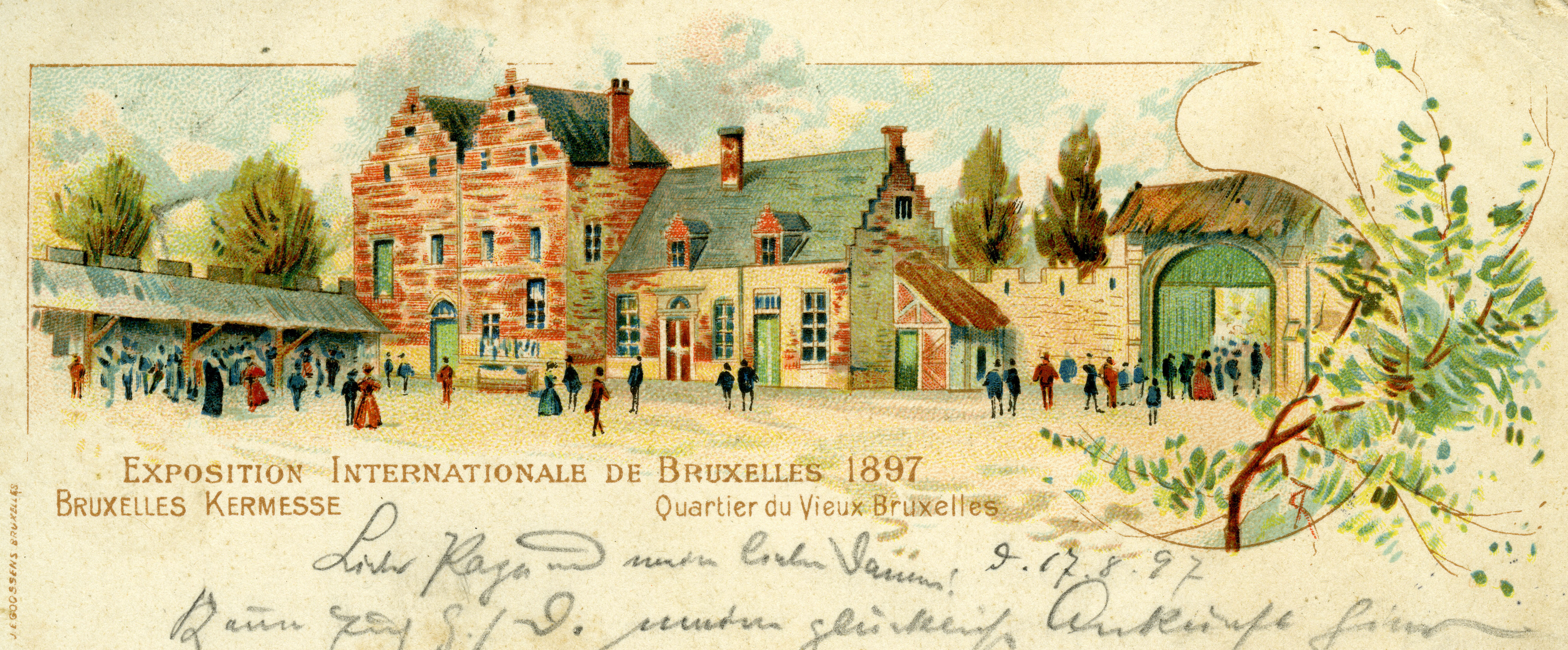